# 700 Auravictrix
700 Auravictrix este un asteroid din centura principală, descoperit pe 5 iunie 1910, de Joseph Helffrich.